# Edificio Beresford
El edificio Beresford, situado en el n.º 211 de Central Park West, entre la calle 81 y 82 (Nueva York), es un edificio de apartamentos de lujo, de 23 pisos.
Su arquitecto, Emery Roth, era famoso por la construcción de apartamentos de lujo y hoteles en toda la ciudad. El Beresford, terminado en 1929, es uno de los cuatro bloques de apartamentos diseñados por Roth, en Central Park West, como El Dorado, el San Remo, y el Ardsley, aunque el Beresford es el más grande en cuanto a volumen.
Ofrece detalles arquitectónicos que le dan un toque al estilo de las casas Georgianas. 
Su nombre deriva del antiguo Hotel Beresford, que ocupaba el mismo lugar que ocupa el edificio desde 1889. El edificio Beresford tiene dos importantes fachadas en el frontal, coronado por tres distintivas torres octogonales, cubiertas de cobre.
La fachada oriental da a Central Park, y la fachada sur tiene vistas de Manhattan Square, donde se encuentra el Museo Americano de Historia Natural.
El bloque en sí, se abre hacia el oeste, dándole forma de U, envuelto alrededor de un patio central. Tres ascensores dan acceso independiente a pequeños vestíbulos.
A diferencia de algunos de los prestigiosos edificios-cooperativa de Manhattan, el Beresford, acepta tanto a celebridades como a políticos, como residentes. Entre algunos de estos residentes actuales, se incluyen el comediante Jerry Seinfeld, en el ex-apartamento de Isaac Stern; la cantante Diana Ross; la actriz Glenn Close; Betsy y Victor Gotbaum; la editora Helen Gurley Brown; el periodista John Stossel; el productor de cine David Brown; el actor Andrew McCarthy; o el tenista John McEnroe.
Otros antiguos residentes han sido el historiador Alan Brinkely; el diplomático Richard Holbrooke; Tony Randall; Rock Hudson; Margaret Mead; Laura Nyro; o Beverly Sills.